# 7552 Sephton
7552 Sephton è un asteroide della fascia principale. Scoperto nel 1981, presenta un'orbita caratterizzata da un semiasse maggiore pari a 2,5528746 UA e da un'eccentricità di 0,0625593, inclinata di 3,48112° rispetto all'eclittica.